# Rubicon Point Light
Rubicon Point Light ist der am höchsten gelegene Leuchtturm der Welt. Das im Jahr 1919 auf einer Höhe von rund 6300 Fuß (1920 Meter) errichtete Schifffahrtszeichen befindet sich im D.L. Bliss State Park am Rande von Lake Tahoe im kalifornischen Teil der Sierra Nevada. Er ist der einzige erhaltene von ehemals zwei am Lake Tahoe errichteten Leuchttürmen in Kalifornien.

## Geschichte
Die Geschichte des Leuchtturms geht zurück auf das Jahr 1913, als die Lake Tahoe Protective Association in einem Brief an das U.S.-Handelsministerium um Schifffahrtszeichen für den in der Sierra Nevada gelegenen Lake Tahoe bat. Nach jahrelangem Ringen um die Finanzierung wurde dem Gesuch im Oktober 1918 schließlich stattgegeben und die Errichtung eines Leuchtturms und dreier schwimmender Schifffahrtszeichen beschlossen. Im Sommer 1919 wurde der Leuchtturm am Rubicon Point, rund 19 Meilen (31 Kilometer) südlich von Tahoe City, für Gesamtkosten von 800 Dollar fertiggestellt.
Der Leuchtturm wurde auf einer Höhe von 800 Fuß (244 Meter) über dem Wasserspiegel des Sees errichtet. Der Betrieb des Leuchtfeuers wurde über eine Gaslampe sichergestellt, die mit Acetylen betrieben wurde. Die hierfür benötigten Gastanks mit einem Fassungsvolumen von 300 Gallonen (1136 Liter) wurden auf dem Dampfschiff S.S. Tahoe täglich nach Emerald Bay geliefert und von dort aus von einem Maultier in einem Wagen zum Leuchtturm gebracht. 
Bereits im Mai 1921 und damit nur zwei Jahre nach Inbetriebnahme kamen erstmals Stimmen auf, den Leuchtturm weiter nördlich nach Sugar Pine Point zu verlegen. Das genaue Datum und die Umstände der Außerdienststellung von Rubicon Point Light sind heute unklar. Die Lokalhistorikerin Mary K. Henley vermutet, dass es die hohen Betriebskosten waren, die schließlich zu dem Ende der Nutzung von Rubicon Point Light führten.

## Heutiger Zustand und Nutzung

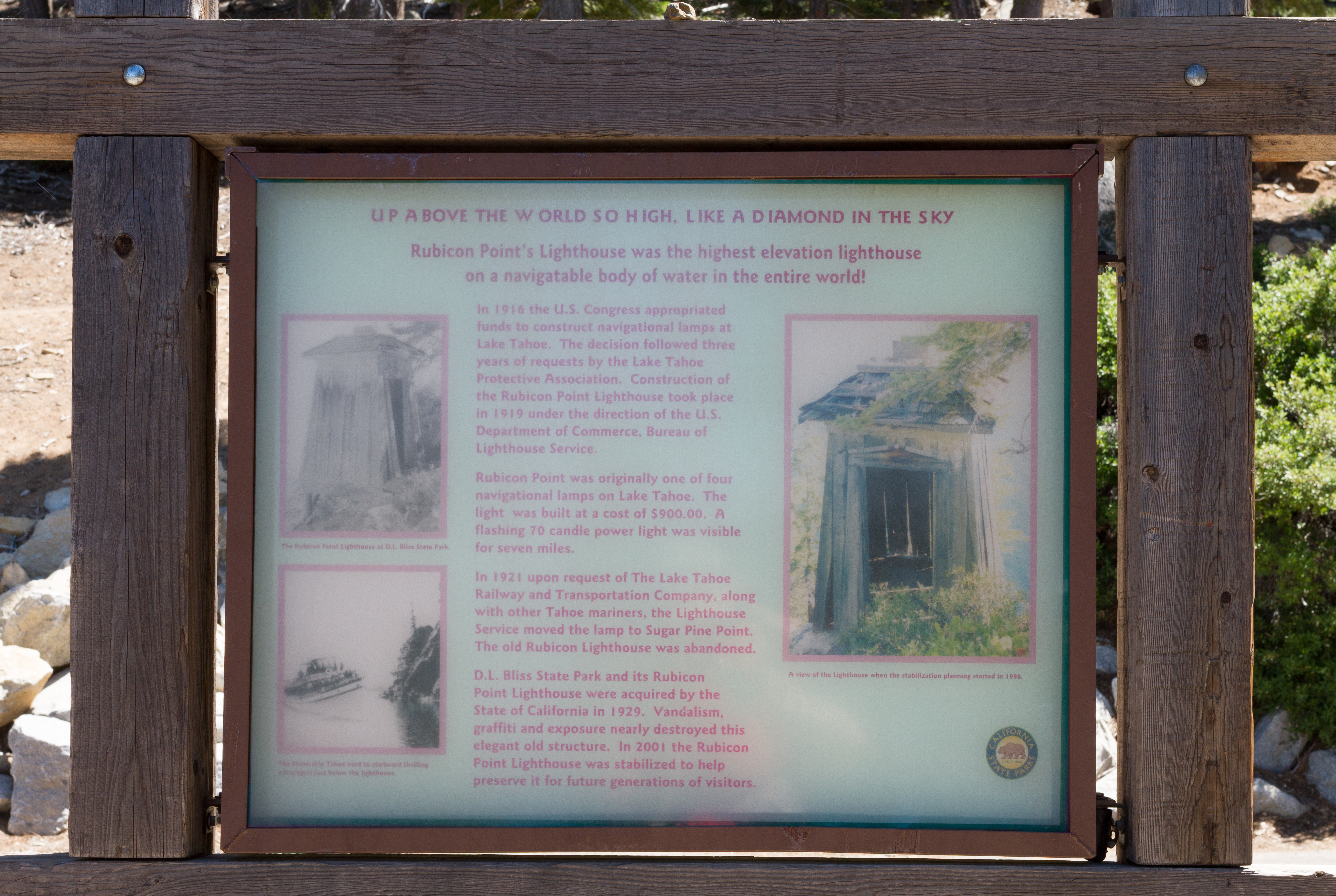
Hinweistafel im D.L. Bliss State Park mit Informationen zu Rubicon Point Light.

Rubicon Point Light liegt heute am Rande eines Wanderpfades hoch über Lake Tahoe inmitten des D.L. Bliss State Park. Dieser ist über den U.S. Highway 89 erreichbar und liegt rund 11,5 Meilen nördlich von South Lake Tahoe und 19 Meilen südlich von Tahoe City. Hinweistafeln auf den Parkplätzen des State Parks machen auf die Existenz des Leuchtturms aufmerksam und geben Besuchern Informationen zu seiner Geschichte. Nachdem der Leuchtturm über Jahre hinweg Vandalismus und Graffiti ausgesetzt war, wurde er im Jahr 2001 mit Mitteln des Staates Kalifornien restauriert.